# Philippe Santerre
Philippe Santerre (né le 9 juin 1979 à Cowansville, au Québec) est chroniqueur à l'émission L'Après-midi porte conseil à la Première chaîne de Radio-Canada.
Titulaire d'un baccalauréat en sciences de la communication de l'Université de Montréal, Philippe Santerre a effectué en 2001 un stage de six mois au Kosovo, auprès de Réseau Liberté, un organisme voué à l'appui de la presse indépendante dans les démocraties nouvelles. Vidéojournaliste pour Radio-Canada dans l'Ouest canadien de 2002 à 2005, il a participé durant cette période à un voyage avec Journalist for Human Rights au Ghana, en Afrique de l'Ouest. De 2006 à 2009, il travaille au secteur Internet et service numérique de la radio française de Radio-Canada à Montréal. En 2008-2009, il anime l'émission Investissez-vous!, consacrée aux finances personnelles et à l'économie solidaire sur les ondes de CIBL-FM Radio-Montréal, lors de laquelle il interviewe plusieurs journalistes, politiciens et activistes, dont Paul Martin, Alain Dubuc, Bernard Landry, et Steven Guilbault. Par la suite, de 2009 à 2011, il participe, à l'émission L'Après-midi porte conseil à la Première Chaîne de Radio-Canada, où il effectue un travail de blogueur et de chroniqueur en santé, environnement, consommation et nouvelles technologies.
Vidéojournaliste à la Société Radio-Canada pendant près de 4 ans, il produit des reportages pour le Téléjournal Saskatchewan avant d’être vidéojournaliste-réalisateur-monteur pour l’émission culturelle ZigZag à la télévision de la SRC Ouest où il diffusera plus d’une cinquantaine de portraits intimistes des artistes de l’Ouest canadien. Il participe également durant cette période à une visite auprès des stagiaires de Journalist for Human Rights au Ghana et donne un cours de production télévisuelle à l’Université des premières nations du Canada.
D’abord rédacteur en chef du journal étudiant du Cégep Édouard-Montpetit Le MotDit, puis animateur radio à CISM, la radio de l’Université de Montréal, il participe pendant six mois aux stages de Réseau Liberté comme consultant en Formation et d’appui à la presse indépendante dans les démocraties nouvelles, dans le cadre du programme canadien d’appui aux médias du Kosovo financé par l’ACDI. Il publie alors ses impressions des premières élections démocratiques du Kosovo dans le Quartier Libre.
Aussi impliqué dans sa communauté, il a été vice-président de l’association étudiante de communication de l’Université de Montréal ; vp-associé de l’entreprise de création Web NEMO SI inc., consultant pour l’initiative Cybercorps de Jeunesse Canada Monde; consultant en nouveaux médias lors de la création du portail culturel CHOQ.FM; président de club jeunesse Rotary International-Regina; président de l’AEMDC UQAM (assoc. des étudiants à la maîtrise et au doctorat de communication UQAM) et directeur de CHOQ.FM par intérim, la radio étudiante de l’UQAM sur Internet.
De 2006 à 2011, il participe à plusieurs initiatives du portail Radio-Canada.ca, dont les sites d'Espace Musique, Espace Classique, le concours canadien de musique contemporaine Évolution, Studio 12 et le comité de réflexion sur la marque Radio Canada Musique. Il met également en place un blogue évènementiel sur la liberté d'expression et la liberté de presse, auquel participe la chercheuse Anne-Marie Gingras, le rappeur Samian, l'humoriste Dieudonné, et la réalisatrice Anaïs Barbeau-Lavalette. 
Bachelier en Sciences de la communication de l’Université de Montréal, Philippe Santerre a complété la scolarité de la maîtrise en communication de l’UQAM sous le thème : médias, information et démocratie..